# Abismo (libro de Peter Benchley)
Abismo (título original en inglés: The Deep) es una novela del género ficción escrita por Peter Benchley, autor del reconocido best-seller Tiburón, en el que se basó la taquillera película homónima. Abismo también tuvo su adaptación cinematográfica, de menor éxito, con Peter Yates y Jacqueline Bisset en los papeles protagónicos.

## Trama
El libro narra como una pareja de aficionados al buceo, decide buscar los restos de un carguero hundido durante la guerra, en el cual encuentran una pequeña ampolla cuyo contenido se encuentra intacto. Después de realizar averiguaciones al respecto, vuelven al lugar, esta vez encontrándose con una pieza de oro que parecería indicar que fueron dos los barcos que allí naufragaron, en épocas distintas y con contenidos diferentes. Tras entablar relaciones con un experto buceador local, se enteran de que una organización de contrabando los persigue y quieren el contenido del naufragio, más específicamente, las ampollas, ya que estas contienen morfina.

## Recibimiento
Abismo se mantuvo durante veinte semanas en la lista de best-sellers del New York Times. Recibió respuestas variadas de la crítica. Obtuvo elogios en su narrativa, pero el trabajo de investigación sobre los lugares, la geografía y la cultura local fueron ampliamente discutidas.